# Sile (Fluss)
Der Sile ist ein Fluss in der italienischen Region Venetien, der in die nördliche Adria mündet.

## Allgemeine Einleitung
Das Quellgebiet des Sile liegt rund 20 km westlich von Treviso zwischen den Gemeinden Casacorba di Vedelago in der Provinz Treviso, sowie Levada und Torreselle di Piombino Dese in der Provinz Padua. Der Fluss durchfließt die Provinz Treviso zuerst von West nach Ost, nach der Provinzhauptstadt schlängelt er sich in Süd-Ost-Richtung zur Lagune von Venedig, in die er früher einmal mündete. Nach Umbettungsmaßnahmen im 17. Jahrhundert mündet er heutzutage in der Gemeinde Cavallino - Treporti (Ortsteil Cavallino) auf dem Litorale del Cavallino in die Adria.
Mit seiner Länge von rund 95 km ist der Sile der längste Fluss Italiens, der aus so genannten risorgive (ein besonderer Quelltyp) entspringt (siehe auch Abschnitt Geologie). Darüber hinaus gehört er zu den bedeutendsten Flüssen dieser Art Europas. Dante Alighieri erwähnt den Sile in der Göttlichen Komödie: „dove Sile e Cagnan s’accompagna“.

## Name
Der Name Sile ist vom Lateinischen Silis qui silet, d. h. „silet“, „schweigen, ruhig sein“ abgeleitet, weil der grundwassergespeiste Fluss immer eine konstante Wassermenge führt und ruhig fließt. Auch nach heftigen Niederschlägen weist er weder eine starke Strömung auf, noch tritt er über die Ufer, da er kaum Zufluss von Oberflächenwasser hat.
Eine andere etymologische Deutung leitet den Namen vom vorlateinischen Wort „sila“ ab, das so viel wie „Kanal“ bedeutet.

## Hydrographische Daten
Einige hydrographische Daten des Sile:
- Quelle: Fontanasso dea Coa Longa in Casacorba di Vedelago (Provinz Treviso) gilt als offizielle Quelle des Flusses, obwohl an dessen Entstehung mehrere Quellen im Quellgebiet beteiligt sind. Die Hauptquelle weist eine konstante Quellschüttung von rund 35 m³/s auf. Die Quelltemperatur beträgt ganzjährig 10–12 °C.
- Gefälle: Das Quellgebiet liegt auf einer Höhe von 28 m über dem Meeresspiegel, die Mündung liegt 1 m über dem Meeresspiegel. Der Höhenunterschied zwischen Quelle und Mündung beträgt demnach 27 m, was einem Gefälle von 0,3 ‰ entspricht.
- Mündung: auf dem Litorale del Cavallino (eine Halbinsel, die den nördlichen Teil der Lagune von Venedig vom offenen Meer trennt) in der Gemeinde Cavallino - Treporti (Provinz Venedig) beim Leuchtturm von Porto di Piave Vecchia in die Adria.
- Länge: insgesamt ca. 95 km, davon entfallen über 70 km auf den ursprünglichen Flusslauf bis Portegrandi, ca. 9 km auf den Taglio, einen Kanal, der den Sile in das ehemalige Piave-Flussbett leitet, und ca. 17 km auf dieses Flussbett selbst.
- Breite: max. 40 m, min. 10 m, durchschnittlich 15 m
- Tiefe: am Oberlauf nahe den Quellen 1–2 m
  - bei Quinto di Treviso über 20 m (nach Ausbaggerungen)
  - in Treviso durchschnittlich 2 m, maximal 5 m
  - bei Trepalade 1 m
- Wasserführung: in Höhe von Quinto di Treviso 6 m³/s (jährliches Mittel)
  - in Höhe von Casier 55 m³/s (jährliches Mittel)
  - Nach ungewöhnlich heftigen Niederschlägen wurde ein Maximum von 128 m³/s gemessen.
- Fließgeschwindigkeit: 0,5 m/s sowohl am Ober- als auch am Unterlauf, mit einem Maximum von 1 m/s in Treviso.
- Wassertemperatur: 14–15 °C in Sommermonaten bei einer Lufttemperatur von ständig über 25 °C, 8–9 °C in Wintermonaten bei einer Lufttemperatur um 0 °C. Die tiefste Wassertemperatur wurde im Januar 1985 mit 6 °C gemessen, wobei die Lufttemperatur zu diesem Zeitpunkt −16 °C betrug.
- pH-Wert: Mittelwert 7,6
- Sauerstoffgehalt des Wassers: Mittelwert 8,6 mg O2/l
- Elektrische Leitfähigkeit: Mittelwert 445 mikrosiemens/cm
- Einzugsgebiet: 628 km²
- Wasserqualität: laut einer Studie aus den Jahren 1997/98 gilt der Abschnitt von den Quellen bis Portegrandi als nicht verschmutzt, der Taglio hat mittlere Qualität und im alten Piave-Flussbett ist das Wasser gering verschmutzt.

## Geologie des Sile

### Geologische Voraussetzungen
Im Quartär haben die damaligen Gletscher des Piave und der Brenta aus den Alpentälern große Mengen an Geschiebefracht in die Ebene Venetiens nördlich von Treviso transportiert und als so genannten Schwemmfächer abgelegt. Am Ende der letzten Eiszeit vor ca. 17.000 Jahren bildete sich durch den Rückzug (das Abschmelzen) der Gletscher eine dicke Sedimentschicht, wobei gröberes Material wie Geröll und Kies an den Talausgängen liegenblieb, während feineres Material (Sand, Ton, Lehm) bis in die Ebenen transportiert wurde. Die Grenze zwischen diesen Alluvialbodentypen markiert den Übergang von wasserdurchlässiger zu wasserundurchlässiger Schicht.

### Die Quellen des Sile
Die Quellen des Sile sind so genannte „risorgive“ (im regionalen Dialekt „fontanassi“ genannt), eine Sonderform der Schichtquelle an der Grenze zwischen Hoch- und Tiefebene Padaniens und Venetiens. Entlang dieser Linie entspringen viele Quellen, so dass sich ein regelrechtes Band, die linea bzw. fascia delle risorgive gebildet hat, das mit einer Breite zwischen zwei und zehn Kilometer von Piemont bis ins Friaul reicht.
Das Wasser der Sile-Quellen stammt zum größten Teil ursprünglich aus den Niederschlägen des bis zu 1775 m hohen Monte-Grappa-Massivs mit Monte Tomba und Monfenera, eines südlich von Feltre gelegenen Teils der Voralpen Venetiens, die sich über die Provinzen Vicenza, Belluno und Treviso erstrecken. Das Wasser versickert dort in grobporigen kiesigen und Karsterscheinungen aufweisenden Gesteinsschichten und fließt in einer grundwasserführenden Schicht auf die Ebene zu. Zusätzlich reichert auch das Uferfiltrat des Piave das Grundwasser im Einzugsgebiet des Sile an. Auf dem Weg talwärts stößt diese grundwasserführende Schicht auf feinkörnigere, wasserundurchlässige alluviale Böden (v. a. aus Ton, sowie Lehm und Sand). An dieser in der Ebene verlaufenden Schichtgrenze wird das Wasser zum Aufsteigen gezwungen und bildet die charakteristischen risorgive. Dies sind rundliche Grundwasseraustrittsstellen im ebenen Gelände. Auf ihrem Grund kann man kleine Sandkegel sehen, die zu 'kochen' scheinen, weil die Sandkörner vom aus der Erde emporquellenden Wasser aufgewühlt werden. Die zusammenfließenden Quellbäche bilden dann den Sile.

### Charakteristika des Sile
Aufgrund der langen unterirdischen Passage hat das Quellwasser nahezu eine von der Lufttemperatur unabhängige Temperatur von zehn bis zwölf Grad Celsius, die im Jahresverlauf fast konstant ist. Da – besonders am Oberlauf – das Flussbett einen Kiesgrund hat, ist das Wasser des Sile sehr klar. Dazu trägt auch bei, dass mit Ausnahme der Piavesella (deren Wasser über die Botteniga in den Sile fließt) alle Zuflüsse ebenfalls aus Grundwasserquellen entspringen, so dass kaum trübes, schwebstoffreiches Oberflächenwasser eingebracht wird. Darüber hinaus wird kaum Geschiebe transportiert und die Erosionskraft ist relativ gering. In Verbindung mit der geringen Strömung ermöglicht dies einen Bewuchs des Grundes mit Wasserpflanzen.
Ab der Ortschaft Silea ist der Sile abschnittsweise von Uferwällen (die oft den Treidelwegen entsprechen) begrenzt, ab Quarto d’Altino ist er durchgängig eingedeicht. Dies ist erforderlich, weil die umliegenden landwirtschaftlichen Nutzflächen unter dem Meeresspiegel liegen und durch Schöpfwerke entwässert werden müssen. Im Gegensatz zu den Deichen sind die Uferwälle z. T. natürlichen Ursprungs. Es handelt sich genaugenommen um zwei bis vier Meter tiefe Auswaschungen des Flussbettes, die jedoch nicht der Sile selbst verursacht hat, sondern die vor rund 12.000 Jahren von einem aus den Alpen kommenden Fluss mit großer Erosionskraft (evtl. ein Arm des Piave) eingeschnitten wurden. Dieser Strom hat auch den Kies aus dem Gebirge mitgebracht und in der Ebene abgelagert. Diese Kiesablagerungen könnten auch der Grund für die fälschliche Angabe Plinius des Älteren, dass der Sile in den Bergen Trevisos entspringen würde, sein. Als dieser Fluss erneut seinen Lauf talwärts veränderte (was im Quartär mehrmals geschah), hat der Sile das verlassene Flussbett wieder genutzt und dabei die für aus risorgive entspringenden Flüsse typischen lehmig-tonigen Ablagerungen (die im Falle des Sile aus dem Holozän stammen) abgelegt.

## Der Verlauf des Sile
Der gesamte Lauf des Sile liegt in der Ebene. Da der Fluss aufgrund der sehr geringen Strömung kaum Erosionskraft besitzt, um sich ein Flussbett auszuwaschen, gibt es die Hypothese, dass es sich um ein Flussbett eines ehemaligen Arms des Piave handeln könnte, der sich durch die Talenge von Nervesa in Richtung Lagune schlängelte. Dies würde auch die Herkunft der Kiesablagerungen flussabwärts von Treviso erklären.
Der Sile durchfließt die Territorien der Gemeinden Vedelago (TV), Piombino Dese (PD), Morgano (TV), Istrana (TV), Quinto di Treviso, Treviso, Silea (TV), Casier (TV), Casale sul Sile (TV), Roncade (TV), Quarto d’Altino (VE), Musile di Piave (VE), Jesolo (VE) und Cavallino-Treporti (VE).
Sein Lauf wird eingeteilt in:
- Oberlauf von den Quellen bis Quinto di Treviso
- Mittellauf von Quinto bis Casier
- Unterlauf von Casier bis zur Lagune

Am Oberlauf des Sile liegen u. a. die Gemeinden Vedelago, Piombino Dese, Morgano, Istrana und Quinto di Treviso. Dann fließt der Sile durch die Stadt Treviso. Im Stadtgebiet münden die verschiedenen Arme der Botteniga (alter Name: Cagnan) linksseitig in den Sile. Flussabwärts berührt der Fluss die Gemeinden Silea, Casier, Casale sul Sile und Quarto d’Altino, bis er die Ortschaft Portegrandi erreicht. Heute münden hier durch Schleusen reguliert noch der Silone-Kanal, der dem ehemaligen Flusslauf entspricht, und der in Höhe von Trepalade abzweigende Siloncello nordöstlich der Insel Torcello in die Lagune von Venedig. Der Sile selbst wird durch den 1683 fertiggestellten neun Kilometer langen Durchstich (Taglio del Sile) in das ehemalige Flussbett des Piave (Alveo del Piave Vecchia) umgeleitet, durch das er von Caposile, Gemeinde Musile di Piave, vorbei an Jesolo, bis zur Mündung in Cavallino beim Leuchtturm des Porto di Piave Vecchia (Faro des Piave Vecchia) fließt.
Der Sile ist auf einem 68 km langen Abschnitt von Treviso bis in die Lagune schiffbar.

### Die Umleitung des Sile
Der Bau des „Taglio“ genannten Kanals war Teil eines groß angelegten Projektes der Republik Venedig zur Wasserregulierung der Lagune. Zwischen dem 14. und dem 18. Jahrhundert wurden verschiedene Flüsse umgeleitet, sowie Kanäle gegraben, um zum einen zu verhindern, dass zu viel Wasser in die Lagune strömte und Hochwasser verursachte, zum anderen um den Eintrag von Schlamm (als Schwemmfracht der Flüsse) in die Lagune zu begrenzen, um so deren Verlandung zu verhindern. (Dies hätte die Handelsschifffahrt beeinträchtigt und wegen des sumpfigen Geländes das Malaria-Risiko erhöht.)
Neben der historischen Umleitung des Sile ist ein Abschnitt des Flusses auch in neuerer Zeit (1950) verlegt worden. In Fiera di Treviso verzweigt er sich dadurch, dass eine Mäanderschleife durch einen etwa 1 km langen Durchstich abgekoppelt wurde, um an diesem künstlichen Abschnitt ein Wasserkraftwerk zu betreiben. Der natürliche rechte Arm ist deshalb ein Totarm, der Sil Morto. Bei der Gemeinde Silea vereinigen sich beide Arme wieder. Die von ihnen gebildete Insel heißt Isola di Villapendola bzw. auch Vallependola und ist ein Naturschutzgebiet mit extensiver landwirtschaftlicher Nutzung.

### Die Urbarmachung und ihre Folgen
Der größte Teil der Trockenlegungsmaßnahmen bezog sich auf das Quellgebiet und den Oberlauf des Sile bis etwa zur Gemeinde Morgano. Außerdem wurden am Unterlauf und dem Gebiet der ehemaligen Lagunenmündung Flächen für die Landwirtschaft nutzbar gemacht.
Bereits in der Römerzeit wurden bei der Einteilung der Gegend in Parzellen Kanäle gegraben, Bewässerungsgräben gezogen und Flussbegradigungen durchgeführt. Nach einer Zeit des Stillstandes begannen im Hochmittelalter Benediktinermönche erneut mit der Trockenlegung großer Teile der Sümpfe und Lagunen. Im Hinterland der Lagune setzten im 14. Jahrhundert die umfangreichen Flussumbettungen und Kanalgrabungen der Republik Venedig ein. Durch den Bau des Taglio del Sile war auch der Sile von diesen Arbeiten betroffen.
Als die venezianischen Patrizier im 16. Jahrhundert begannen, ihre Herrschaft weiter auf dem Festland auszudehnen und Landgüter erwarben, wurden vermehrte Versuche unternommen, das morastige Quellgebiet des Sile trockenzulegen. Zu diesem Zweck wurde ein dichtes Netz von Entwässerungsgräben angelegt, das auch im 17. Jahrhundert noch ausgebaut wurde.
Intensiviert wurden solche Maßnahmen erst wieder in den Jahren nach dem Ersten Weltkrieg durch eine private Initiative der Landbesitzer am rechten Ufer des Oberlaufes. 1927/28 wurde der Neue Corbetta-Kanal zur Entwässerung gegraben, deutliche Erfolge zeigten sich aber erst rund zehn Jahre später, als weiter flussabwärts Mühlen aufgegeben worden waren, die bisher das Wasser aufgestaut hatten. Seit den 1940er-Jahren kam es im Quellgebiet erneut zu einschneidenden Veränderungen, indem man das Flussbett auf 3 km Länge nach Süden verlegte, es begradigte und verbreiterte (dieser Abschnitt reicht von den Quellen bis zur Gemeinde Badoere). Bis in die 1960er-Jahre wurden darüber hinaus viele „risorgive“ trockengelegt und zugeschüttet. Zwischen 1966 und 1969 hat man sogar die grundwasserführende Schicht freigelegt und das aufsteigende Wasser kanalisiert in den Sile geleitet, um die Gegend vom Morast zu befreien.
Diese Eingriffe hatten sehr negative Folgen für das Gebiet, denn einzigartige Biotope sind irreparabel zerstört worden, ohne dass nennenswerte ökonomische Gewinne erzielt worden sind. Da es durch die übermäßige Entnahme von Grundwasser zu einer nicht rückgängig zu machenden Absenkung (= Subsidenz) des südlich des Sile gelegenen Gebiets gekommen ist, haben auch die dort gelegenen landwirtschaftlichen Flächen einen deutlichen Schaden erlitten.
Ein weiteres Ergebnis der Maßnahmen zeigte sich auf administrativer Ebene: da das Quellgebiet auf der Grenze der Provinzen Treviso und Padua liegt, aber vor allem Quellen im nördlichen, trevisanischen Teil zugeschüttet und der Fluss nach Süden verlegt wurde, bezieht er sein Wasser heute hauptsächlich aus risorgive auf paduanischem Territorium (dem Gebiet zwischen den Ortsteilen Levada und Torreselle in der Gemeinde Piombino Dese (PD)). Der Sile ist somit in seinen Anfängen – zum Unmut der Trevisaner – eigentlich ein paduanischer Fluss geworden, obwohl als offizielle Quelle weiterhin der im Trevisanischen gelegene Fontanasso dea Coa Longa gilt.

## Wirtschaftliche Bedeutung des Sile

### Zur Zeit der Republik Venedig
Aufgrund seiner gleichmäßigen Wasserführung eignete sich der Sile sehr gut zum Betreiben von Wassermühlen, von denen besonders viele den Abschnitt zwischen Quinto und Silea säumten. Einige sind noch heute erhalten. In diesen Mühlen wurde früher das Mehl für die Republik Venedig gemahlen, so dass die Gegend als Kornkammer der Serenissima bezeichnet wurde.
Darüber hinaus war der Sile in jener Zeit einer der wichtigsten Wasserwege für den Warenaustausch zwischen Venedig und dem Festland, der Terraferma, der hauptsächlich über Treviso abgewickelt wurde. Für diesen Zweck benutzte man kiellose Kähne mit plattem Boden und zwei Masten, den so genannten burcio, der bis zu 200 Doppelzentner Ladung transportieren konnte. Flussaufwärts konnten diese Boote nicht gegen die Strömung ansegeln, so dass sie von Ochsen, Pferden oder auch Menschen gezogen werden mussten. Die dazu angelegten Treidelwege sind noch heute erhalten und werden als beliebtes Freizeitrevier genutzt.
Für die Stadt Treviso hatte der Fluss außerdem noch eine wichtige Funktion als Teil der Verteidigungsanlagen, denn zusammen mit den natürlichen Kanälen und dem künstlich angelegten Graben außerhalb des Stadtmauerrings war die gesamte Altstadt von Wasser umgeben und nur über drei Brückentore zugänglich. Zusätzlich konnte durch ein Schleusensystem das Vorland (Esplanade) geflutet werden, um vorrückende Heere aufzuhalten. Diese Verteidigungsanlagen wurden ab 1504 nach Plänen von Fra Giovanni Giocondo gebaut und hielten der Belagerung der Stadt 1509 durch die Truppen der Liga von Cambrai stand.

### Im 19. Jahrhundert
Zu Beginn des 19. Jahrhunderts erforderte der zunehmende Straßenausbau die Bereitstellung großer Mengen an Material. Dazu verwendete man Kies, den man aus dem Flussbett des Sile ausbaggerte. Obwohl dies anfänglich noch nicht im industriellen Maßstab geschah, hatte die Entnahme bereits Mitte des Jahrhunderts deutliche Folgen für den Fluss: aufgrund der Vertiefung des Flussbettes in Höhe von Quinto senkte sich der Wasserspiegel in der Stadt Treviso deutlich ab, so dass der Fluss hier nicht mehr schiffbar war, außerdem bereitete die geringere Wassermenge den Mühlen Schwierigkeiten.
Am rechten Flussufer des Sile, vor allem am Unterlauf, wurden die dort vorhandenen Tonablagerungen abgebaut, um Ziegelsteine zu brennen. Besonders viele Ziegelbrennereien befanden sich entlang des Abschnitts zwischen Sant’Antonino und Musestre (Gemeinde Roncade), so dass man ihn als „Riviera der Brennöfen“ bezeichnete.

### Heute
Als Handelsweg hat der Sile heute keine Bedeutung mehr. Zu diesem Zweck wurde der Fluss zuletzt Ende der 1960er Jahre von der Ziegelindustrie genutzt. Diese an der südlichen Uferseite gelegenen Industriebetriebe sind in den 1970er Jahren stillgelegt worden.
Auch die Kiesablagerungen im Flussbett sind seit dem 19. Jahrhundert kommerziell genutzt worden, besonders florierte der Abbau seit den 1960er Jahren, wobei sogar Kiesvorkommen unterhalb des Grundwasserspiegels ausgebeutet wurden. Während die meisten Gruben relativ klein waren (ca. ein Hektar), sind zwei zu 13 bzw. 18 ha großen Flussseen erweitert worden. Im Jahre 1975 wurde ein erstes Regionalgesetz zur Eindämmung des maßlosen und unkontrollierten Kiesabbaus erlassen. (Zeitweilig zählte man im Gebiet der Gemeinde Quinto über 30 Gruben!) Gegenwärtig (Herbst 2007) ist nur noch eine einzige Kiesgrube in Quinto di Treviso im Betrieb. Der Tonabbau wurde in den 1970er Jahren aufgegeben.
Die ehemaligen Baggergruben werden heute teilweise zur Fischzucht genutzt, teilweise sind die betroffenen Flussabschnitte jedoch renaturiert worden und werden als Wassersportgebiete oder landwirtschaftlich genutzt.
Der Sile dient auch der Energiegewinnung. Am Mittellauf zwischen Quinto und Treviso liegen mehrere Wasserkraftwerke, die das Gefälle zur Stromerzeugung nutzen. In der Stadt Treviso selbst gibt es ebenfalls zwei solcher Anlagen: die erste in Höhe der Ponte San Martino, die zweite an der Ponte della Gobba (die flussabwärts hinter der Ponte Dante liegt). Außerdem befindet sich an einem in den 1950er Jahren durch den Durchstich einer Schleife künstlich angelegten Flussabschnitt bei Silea ein weiteres Wasserkraftwerk (Einweihung im April 1954).
Entlang des Sile gibt es diverse Werften, die auf den Bau verschiedener Schiffsarten spezialisiert sind. So werden beispielsweise in Portegrandi - Quarto d’Altino Fischerboote aus Holz gebaut, in Casale sul Sile befindet sich eine Yachtwerft.
Für den Tourismus ist der Sile und das umgebende Wasserstraßennetz aus Nebenflüssen und Kanälen aufgrund der Möglichkeit von Hausboottouren bedeutsam. Außerdem werden Ausflugsfahrten zwischen der Lagune von Venedig und Treviso durchgeführt.

## Ökologische Bedeutung des Sile
Am Lauf des Sile gibt es verschiedene Arten von Biotopen, die größtenteils innerhalb der Grenzen des Naturparks und der angegliederten Schutzgebiete liegen. Dies sind die Quelltümpel und -sümpfe, das Torfmoor, die Röhrichtzone des Uferbereichs, heckengesäumte (Feucht-)Wiesen, Weiden- und Pappelwälder, das Brackwassergebiet bei Portegrandi, wo die ursprüngliche Sile-Mündung ein kleines Delta aufgebaut hatte, sowie der Fluss selbst. Die Biotope beherbergen verschiedene Pflanzengesellschaften und sind der Lebensraum vieler Tiere, sowie ein Rast- oder Überwinterungsgebiet für Zugvögel.
Die Zone weist eine sehr hohe Biodiversität auf und einige Tier- und Pflanzenarten kommen hier endemisch vor. Es können ca. 500 verschiedene Pflanzenarten nachgewiesen werden. Auch die Fauna ist sehr artenreich, so gibt es etwa 40 Fischarten im Sile und eine bemerkenswert vielfältige Vogelwelt mit allein rund 70 Arten von Sperlingsvögeln (Passeriformes).
Eine besondere Bedeutung erhält das Sile-Gebiet (besonders das Torfmoor) durch das Vorkommen einiger seltener eiszeitlicher Reliktpflanzen, zu denen das Breitblättrige Wollgras (Eriophorum latifolium), der Lungen-Enzian (Gentiana pneumonanthe), der Fieberklee (Menyanthes trifoliata), das Sumpf-Herzblatt (Parnassia palustris) und der Salzburger Augentrost (Euphrasia salisburgensis) gehören.
Zu äußerst seltenen und vom Aussterben bedrohten Pflanzenarten zählen das Echte Pfeilkraut (Sagittaria sagittifolia), sowie die Orchideenarten Mücken-Händelwurz (Gymnadenia conopsea) und Wohlriechende Händelwurz (G. odoratissima).
Ein Endemit der Brackwasserzone im Bereich der Mündung des Silone-Kanals ist die Queller-Art Salicornia veneta.
Die Fauna im und entlang des Sile zeichnet sich ebenfalls durch einige endemische Arten aus. So findet sich die Groppe [Cottus gobio] nur in den Flüssen Nord-Ost-Italiens, ein Endemit des Sile-Unterlaufs ist der zu den Cypriniden gehörende Italienische Näsling (Chondrostoma soetta).
 Stark im Rückgang begriffene oder bereits als gefährdet eingestufte Tierarten sind u. a. am Mittel- und Unterlauf die Erdkröte (Bufo bufo), die Groppe, der Dohlenkrebs (Austropotamobius pallipes italicus) und das am Oberlauf heimische, äußerst seltene Norditalienische Bachneunauge (Lampetra zanandreai).

## Sehenswertes
Entlang des Sile gibt es Sehenswürdigkeiten verschiedenster Art.

### Der Naturschutzpark „Parco Regionale del Fiume Sile“
Dieser Naturpark wurde 1991 gegründet und umfasst eine Fläche von 4190 ha. Es handelt sich dabei um einen maximal 3 km breiten Landstreifen entlang des Sile, der sich auf rund 50 km Länge von Casacorba di Vedelago und Piombino Dese im Westen bis Quarto d’Altino im Osten erstreckt. Dem Park angegliedert sind Landschafts- und Naturschutzgebiete außerhalb des eigentlichen Parkgebietes. Neben dem Schutz des einzigartigen Ökosystems der Sümpfe im Quellgebiet und des Flusses selbst stellt der Park eine bedeutende Trinkwasserreserve dar. Zweck des Parks ist auch der Erhalt der traditionellen Kulturlandschaft der Gegend, weshalb dort umweltverträgliche Nutzung für Freizeitaktivitäten, Landwirtschaft und Viehzucht gestattet ist, denn viele kleine Ortschaften liegen innerhalb der Grenzen des Parks. Der Naturpark Sile bietet jedoch nicht nur Natur, sondern auch kulturgeschichtliche Zeugnisse wie Villen venezianischer Patrizier aus dem 15.–18. Jahrhundert und am Fluss gelegene historische Mühlen.
Ein reines Naturschutzgebiet ist die ca. vier Kilometer flussaufwärts von Quinto di Treviso gelegene „Oasi Naturalistica di Cervara“ in der Ortschaft Santa Cristina di Quinto, bei der es sich um ein etwa 25 ha großes Sumpfgebiet handelt. Hier gibt es eine große Reiherkolonie mit circa 200 Brutpaaren.
Weiter flussabwärts an der Jesolana zwischen Quarto d’Altino und Portegrandi liegt in der Gemeinde Trepalade die „Oasi Naturale di Trepalade“. Dieses unter Naturschutz stehende Sumpfgebiet wurde 1992 eingeweiht. Neben dem kleinen See und einem Pappelwäldchen ist vor allem die Röhrichtzone ein wichtiges Rückzugsgebiet für vom Aussterben bedrohte Tierarten. Ein Naturlehrpfad dient didaktischen Zwecken.

### Der Sile Morto
An diesem Totarm des Sile liegt zwischen den Ortschaften Silea und Casier der „cimitero dei burci“, ein Friedhof halbversenkter Lastkähne der ehemaligen Ölmühle Chiara & Forti. Die Kähne waren in den 1970er Jahren von streikenden Arbeitern versenkt worden.

### Die „Alzaie“
Die so genannten „Alzaie“ sind ehemalige Treidelwege, die von Treviso flussabwärts auf etwa 25 km Länge abwechselnd an beiden Uferseiten entlanglaufen. Sie sind heute ein beliebtes Erholungsgebiet vor allem für Spaziergänger, Fahrradfahrer und Jogger.

### Die historischen Wassermühlen
Von diesen Zeugnissen früher Industrie finden sich besonders im Abschnitt zwischen Quinto di Treviso und Silea noch einige gut erhaltene Mühlen, die teilweise auch besichtigt werden können. In der Hochzeit der Mühlenindustrie hat es entlang des Sile bis zu 1200 solcher Betriebe gegeben, davon allein 61 (im Jahr 1800) in der Stadt Treviso. In vielen Orts- und Straßennamen der Gegend finden sich Hinweise auf die Müllerei: z. B. „I mulini“, Munaron, via Molinelle, via dei Munari und via Munara.
In der Oasi Cervara liegt die 1325 erstmals erwähnte Wassermühle von Cervara (Mulino Cervara). Der Betrieb ist erst 1965 aufgegeben worden, 1992 kaufte die Gemeinde Cervara das Gebäude und restaurierte es, so dass es heute als Zeugnis historischer Industrie eine Touristenattraktion darstellt.

### Die Villen
Wie im gesamten venezianischen Hinterland finden sich auch entlang des Sile einige architektonisch sehenswerte Villen, die zwischen dem 15. und 18. Jahrhundert von venezianischen Patriziern errichtet worden sind. Die bekanntesten sind:
- Villa Corner Dall’Aglio Gabbianelli in Lughignano bei Casale sul Sile. Sie wurde im späten 15. Jahrhundert (ca. 1490) in venezianischer Stadthausarchitektur von der abgedankten zypriotischen Königin Caterina Cornaro erbaut, höchstwahrscheinlich als Hochzeitsgeschenk für ihre Hofdame Fiammetta Buccari. Der unbekannte Architekt errichtete hier ein seltenes Beispiel des unverfälschten Baustils der venezianischen Frührenaissance. Eine Loggia ziert die Frontseite des Gebäudes. An drei Seiten weisen die Außenmauern noch Reste von Fresken auf. Die Villa ist die älteste noch erhaltene venezianische Villa am Sile.
- Villa Barbaro Valier (heute: Villa Battaggia) in Cendon bei Silea. Sie liegt erhöht an einer weiten Schleife des Sile. Vom Fluss führt eine monumentale Treppe zum Eingang hinauf, an der Landseite sind noch der Garten und der so genannte „brolo“, ein Obstgarten bzw. Park aus Obstbäumen, erhalten. Die Anlage stammt aus dem frühen 16. Jahrhundert.

### Der Carraresi-Turm
Bei diesem Turm aus dem frühen 14. Jahrhundert handelt es sich um einen Festungsturm in Casale sul Sile, der Teil einer Festung des Geschlechts der Carraresi war. Die Familie, die die Signorie von Padua besaß, verfolgte in der Regierungszeit des Francesco il Vecchio da Carrara (1355–1388) eine starke Expansionspolitik, eroberte dabei auch 1380 die Festung in Casale und beherrschte die Stadt Treviso von 1384 bis 1388.

### Das archäologische Gebiet von Altino (lateinisch: Altinum)
Erste menschliche Spuren reichen bis auf die Zeit zwischen dem 8. und 5. Jahrtausend v. Chr. zurück, aber eine dauerhafte Besiedlung gab es erst ab dem 15.–13. Jahrhundert v. Chr. Archäologische Ausgrabungen haben ergeben, dass das Gebiet von Altino (nahe der Ortschaft Quarto d’Altino) schon zur Bronzezeit besiedelt war, und dass seit dem 7. Jahrhundert v. Chr. dort die Paläo-Veneter siedelten.
Um das Jahr 131 v. Chr. begann der Prozess der Romanisierung und der Bau der Via Annia, einem wichtigen Handelsweg, der die Bedeutung des antiken Altinums als Lagunenhafen noch verstärkte und die Stadt aufblühen ließ. Nach dem Toleranzedikt von Mailand durch Kaiser Konstantin (313 n. Chr.) wurde die Stadt Bischofssitz, doch nach dem Hunneneinfall Attilas (452), sowie der Zerstörung durch die Langobarden (568/647) begann ihr Niedergang. Im 7. Jahrhundert wurde Altino schließlich gänzlich aufgegeben und der Bischofssitz auf die Insel Torcello verlegt, auf die die Einwohner bislang wiederholt nur vorübergehend geflohen waren.
Heute sind Teile der vormaligen Stadt Altinumaus der Römerzeit ausgegraben worden und können besichtigt werden, so z. B. Reste der Kaianlagen des ehemaligen Hafens oder Mosaikfußböden der Häuser der Oberschicht. Im Museo Archeologico Nazionale di Altino sind Fundstücke der Grabungen ausgestellt. Dabei handelt es sich sowohl um Gegenstände der präromanischen als auch der römischen Epoche. Zu den ältesten Objekten gehören Grabbeigaben der Venetersiedlung, wobei das älteste Grab auf Ende des 7. bis Anfang des 6. vorchristlichen Jahrhunderts datiert wird. Aus der römischen Epoche stammen beispielsweise Glasgefäße und Büsten.
Auch im Gebiet der Quellen von Casacorba und Cavasagra, sowie am gesamten Oberlauf des Sile hat man Spuren prähistorischer Besiedlung gefunden, und zwar Überreste von Pfahlbausiedlungen aus der Jungsteinzeit (Neolithikum), sowie bis zu 10.000 Jahre alte Gebrauchsgegenstände wie geschliffene Steinäxte und Pfeilspitzen, bronzezeitliche Schwerter, Sandsteine zum Mahlen von Getreide und Tongefäße.

## Der Sile in Literatur und Kunst

### Dante Alighieri
Im Paradiso, Canto IX, V. 49, der Göttlichen Komödie schreibt Dante (1265–1321) über Treviso „dove Sile e Cagnan s’accompagna“ (deutsch: „wo Sile und Cagnan sich zueinander gesellen“). Es ist möglich, dass er sich damit nicht bloß auf den geographischen Zusammenfluss beider Flüsse bezog, sondern das Phänomen beschrieb, dass der trübes Oberflächenwasser führende Piavesella - Cagnan in Höhe der heutigen Dante-Brücke in den klaren Sile fließt, ohne dass sich beide Wässer sofort mischen, sondern noch eine Strecke nebeneinander herfließen.

### Andere
Literarische Zeugnisse des klaren Wassers des Sile finden sich auch bei Francesco Petrarca (14. Jahrhundert) und im Dittamondo des Fazio degli Uberti (14. Jahrhundert).
 Zu den Autoren des 20. Jahrhunderts gehören Diego Valeri (1887–1976), Guido Piovene (1907–1974), Riccardo Bacchelli (1891–1985), sowie der aus Treviso stammende Giovanni Comisso (1895–1969), der den Sile in der Stadt Treviso mit folgenden Worten beschrieb: „Le anse placide del Sile, così verde nel suo defluire lento, sono coperte da fragili salici piangenti, che si chinano tremuli fino ad accarezzare le acque.“ (deutsch: „Die sanften Biegungen des Sile, so grün in seinem gemächlichen Dahinfließen, sind mit grazilen Trauerweiden bestanden, die sich zitternd neigen, um das Wasser zu streicheln.“).

### Guglielmo Ciardi
Der aus Venedig stammende Künstler Guglielmo Ciardi (1842–1917) kann als 'Maler des Sile' bezeichnet werden, da er bei regelmäßigen und langen Aufenthalten in Quinto di Treviso zahlreiche Ansichten des Flusses und der Umgebung malte. Auf diesen Bildern stellte er immer wieder auch die Menschen am Fluss dar, Wäscherinnen und Bootsleute, sowie die Wassermühlen und Schleusen.